# Jean-Baptiste Forqueray

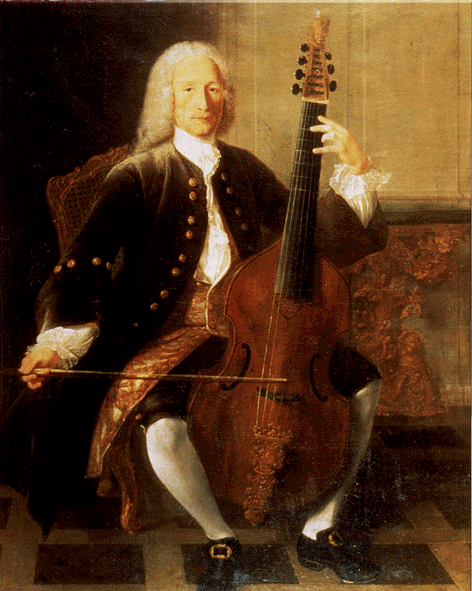
Jean-Baptiste Forqueray.

Jean-Baptiste Forqueray (París, 3 de abril de 1699 - París, 19 de julio de 1782) intérprete de viola de gamba y compositor francés, hijo del también compositor Antoine Forqueray.

## Biografía
Su padre fue su principal maestro en el arte de la música, aprendiendo con tal rapidez y habilidad que a los 6 años dejó asombrado al rey Luis XIV y a la corte cuando interpretó ante ellos con la viola de gamba.
La separación de sus padres en 1710 cuando contaba solamente 11 años le afectó profundamente, pues su padre se desentendió económicamente de la familia y además se vengó cruelmente en su hijo consiguiendo que fuera encerrado brevemente en prisión en 1719 y expulsado durante dos meses de Francia en 1725. Gracias a los esfuerzos de uno de sus alumnos, Le Monflabert, pudo regresar totalmente exculpado al país.
Se casó dos veces, en 1732 con Jeanne Nolson de quien enviudó en 1740, y el 13 de marzo de 1741 con Marie-Rose Dubois. En 1742 fue nombrado musicien ordinaire de la Chambre du Roi cargo en el que permaneció hasta su retirada.
Publicó la colección de 32 Pieces de viole avec la Basse Continue de su padre, acompañada por transcripciones para teclado e incluyó también tres obras propias. Según algunos estudiosos, varias de las publicadas bajo el nombre de su padre podrían ser en realidad suyas.
Entre sus discípulos más conocidos se encuentra la hija de Luis XV: Ana Enriqueta de Francia.